# Connecteur mini-DIN
Appelés improprement mini-DIN, les connecteurs Hosiden, Ushiden ou Hoshiden sont une famille de connecteurs électriques multi-broches brevetés par le fabricant japonais Hosiden exploités dans différents domaines de l'électronique. Le format Hosiden est souvent confondu avec l'ancien connecteur allemand DIN de la norme Deutsches Institut für Normung, laquelle n'a défini aucun format de diamètre 9,5 mm.

## Origine de la connectique

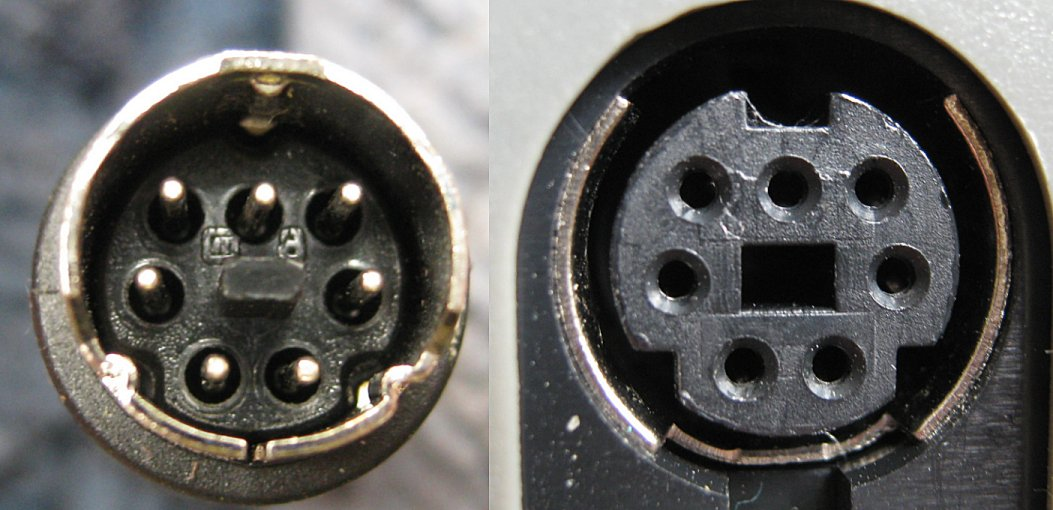
Hosiden 7 broches mâle et femelle.

Parmi la totalité des normes allemandes brevetées DIN (Liste der DIN-Normen) et définies conformément au cahier des charges du « Deutschen Instituts für Normung » (Institut allemand de normalisation), aucun format de diamètre 9,5 mm n'est référencé.
Le fabricant à l'origine de ce format de prise miniaturisée est la société japonaise Hosiden, fabricant spécialiste de connectiques notamment vidéo et informatiques, dont la désignation est souvent écrite ou prononcée « Ushiden »; La confusion provient de la forme circulaire très ressemblante avec les prises DIN dont le diamètre est de 13,2 mm, destinées originellement à l'audio, très en vogue durant les années 1960 à 1980, particulièrement en Europe. Cependant depuis les années 1990, la dénomination « Mini-DIN » subsiste toujours, au lieu de la référence au fabricant japonais.
En 2023, on peut toujours trouver au catalogue du fabricant, les références de ce format parmi ses connectiques qu'il produit et commercialise.

## Connecteurs Standards
Les connecteurs Hosiden ont pour diamètre 9,5 mm et sont déclinés sous sept modèles, comportant un nombre de broches compris entre 3 et 9. Chaque modèle est broché de telle façon que l'on ne peut pas les accoupler avec une prise de motif différent. La principale raison pour laquelle on les considère comme "standards officiels" est qu'ils sont chacun radicalement différents les uns des autres, ne comportant pas simultanément ni directement des similitudes pouvant entraîner des chevauchements dans l'arrangement des broches, des carrés détrompeurs (par leur position ou taille) ou encore sur les encoches de leur blindage circulaire (la jupe) et autres ajouts métalliques.
Contrairement aux connecteurs Hosiden non standards qui peuvent avoir de caractéristiques se chevauchant avec un connecteur standard ou non.
(Vue des prises ou connecteurs mâles, les prises femelles sont simplement inversées verticalement)

### 3 broches
- Apple LocalTalk Network
- VESA Stereoscopic shutter sync (Brochage)
- SGI StereoView (Brochage)

### 4 broches

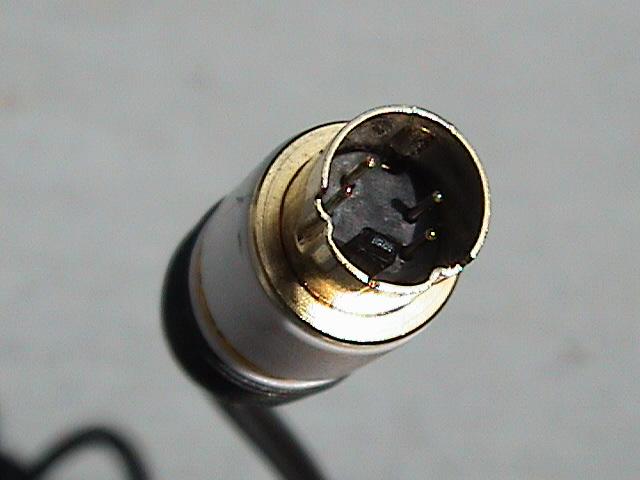
4 broches Hosiden pour S-Video

- Apple Desktop Bus (Brochage)
- S-Video (Brochage)
- Thomson SpeedTouch 605 Console Serial Port / DSL Router (Brochage)
- Alimentation à faible tension comme le Seagate Pushbutton External Drive Power Supply

### 5 broches
- Alimentation à faible tension.
- SONY LANC camcorder Interface de contrôle (Brochage)
- Connecteur 5-pin MIDI Entrée/Sortie utilisé par la Creative Technology Sound Blaster X-Fi Front I/O Panel et la Creative LivedriveII (Brochage)

### 6 broches
- Connecteur PS/2 clavier/souris, sur compatible PC
- Amateur radio TNC interface modem-radio
- Alimentation électrique Sortie DC pour certains appareils électroniques
- Clavier Acorn Archimedes
- Système audio Klipsch 2.1 canaux
- Cartes Leadtek et VisionTek GeForce2 Ti comme TV-out voir Connecteur TV-Out
- Saitek x52 Câble "volant" pour accélérer la connexion
- Creative Cambridge SoundWorks Ps 2000 Digital Connexion du haut-parleur au volume principal.
- Creative Cambridge SoundWorks 1500 Connexion du haut-parleur au volume principal.
- Sortie de contrôle auxiliaire su certains afficheurs à matrices de point LED Ferrograph (appelés wallboards)
- Tous les casques Chatterbox
- Caméras de recul Waeco
- Clavier Unika

### 7 broches
- Commodore Plus/4
- Connecteur Série iRobot Roomba
- Altec Lansing ATP3
- XO Vision headrest screen
- Marklin 610479 câble adaptateur 10 broches vers 7 broches
- La norme 8 broches ci-dessous peut être montés sur une prise standard à 7 broches

### 8 broches
- Sony VISCA Camera Control
- Apple Macintosh Port série
- Apple IIgs Port Imprimante / Port Modem
- Allen-Bradley MicroLogix 1100 PLC
- NEC Turbo Duo Controller Port
- Multimedia Extension Connector
- ATI Radeon Connecteur vidéo 8 broches.
- Legacy Roland port série connecteurs MIDI (Mac OS X/Microsoft Windows).
- Sanyo/Fischer Camcorder sortie A/V (modèles plus anciens)
- Mitsubishi FX0 PLC
- Sun Microsystems Clavier série/Connecteur Souris (3/80 UltraSPARC).
- Sun Microsystems SPARCstation Ports série IPC & IPX.
- Sun Microsystems SPARCstation Ports Entré/Sortie Audio IPC & IPX.
- Directed Car Screens.
- Neptune Systems Aquacontroller serial et port I/O
- Yaesu CAT (Computer aided transceiver) interface port
- Télécommande Numark CDN25+G CD player
- Connexion de l'enceinte gauche Altec Lansing ADA885
- Hewlett Packard ScanJet ADF (C5195)
- Écran 7" Takara Megavision
- Philips CDI 210

### 9 broches
- Mega Drive II / 32X
- Souris Acorn Archimedes
- Creative GigaWorks T40 (pour les Stations Creative X-30)
- Haut-parleurs Logitech Z-340
- Haut-parleurs Logitech Z-3e
- Télécommande de haut-parleurs Genius GHT-502[réf. nécessaire]
- Nvidia et ATI Technologies Video In Video Out (VIVO) connecteur de port pour les cartes graphiques GeForce et Radeon
- Bus mouse
- Dension Gateway
- Écrans de voiture Vizualogic
- Freebox HD (Péritel vers Hosiden 9 plus 2 RCA : rouge et blanc) et Révolution
- DJ decks Kam, cetronic et numark dule CD
- SCT XCAL2 Entrées analogiques
- Télécommande d'enregistreuse à ruban Revox B77 et autres accessoires
- Télécommande de son Altec Lansing VS2721

## Connecteurs non standards
La plupart des prises non standard sont conçues pour s'accoupler avec les branchements des Hosiden standard. Ces connecteurs fournissent des conducteurs supplémentaires et sont utilisés afin de limiter l'encombrement, cela en combinant plusieurs fonctions en un seul connecteur au lieu de deux.
D'autres connecteurs Hosiden non standard existent, ne correspondant qu'avec eux-mêmes, et ceux-ci sont considérés comme Hosiden seulement pour leur diamètre de 9,5 mm. Ces ersatz du type Hosiden ne sont pas approuvés par la Deutsches Institut für Normung et plusieurs applications peuvent être considérées comme propriétaires.
(Vue des prises ou connecteurs mâles, les prises femelles sont simplement inversées verticalement)

### 7 broches

Un bon nombre de PC portables et de cartes graphiques utilisent un connecteur sortie vidéo 7 broches compatible avec un standard Hosiden 4 broches. Les broches 1 à 4 utilisent le brochage standard S-video, permettant aux câbles standards S-video d'être connectés directement. Une clé plus large empêche l'insertion de la fiche correspondant à un standard de 4 broches.
L'utilisation des trois broches supplémentaires varie d'un fabricant à l'autre, mais inclut généralement une sortie vidéo composite qui est valable en utilisant l'adaptateur propriétaire du fabricant. Un signal YPbPr peut être fourni. Plus tard les portables Dell fournirent un signal audio  SPDIF. Certains adaptateurs propriétaires comblent les lacunes de broches spécifiques afin de permettre le signal sur d'autres broches, ou pour spécifier le type de signal à délivrer.
La disposition des signaux et des broches empêche l'utilisation de la norme 7 broches Hosiden à huit broches, mais même si une jupe appropriée peut être obtenue, l'utilisation des adaptateurs non exclusifs sur ces ports peut causer des problèmes. Certains matériels graphiques, par exemple, ne sont pas conçus pour avoir à la fois le S-video et sorties vidéo composites en activité, et tentent de le faire en utilisant les adaptateurs standard ce qui produira des résultats médiocres, au mieux, et  ce qui endommagera les circuits de la sortie vidéo au pire.
- Dell Inspiron/Latitude Video/Sortie Audio Digitale
- Également utilisé par ATI Radeon 7 broches
- SendStation PocketDock AV pour Apple iPod (voir ce lien)
- Port Sortie TV de la carte vidéo XFX (Nvidia) GeForce 8800GT
- Apple PowerBook G3 Firewire (Setting Up Your PowerBook, page 7, révèle et inclut le câble adaptateur composite-vers-S-video, et la page 20 montre le port sortie S-video)
- Apple PowerBook G4 15" & 17" (voir ce lien)
- Apple Beige G3, entrée sur la carte Wings personality
- ATI Xclaim TV (certaines informations sur le produit sont fournies ici)
- GeForce Go7400 sortie utilisée sur certains ordinateurs portables HP

### 8 broches
- SGI Personal IRIS 4D/30, 4D/35, Indigo, Indy, et Port Série Indigo2

### 8 broches (b)
- ATI All-in-Wonder 9700 Pro Connecteur Video-In 8 broches

### 9 broches
- Autre port connecteur Video In Video Out (VIVO)

Certaines versions du port VIVO sur certaines cartes graphiques ATI et Nvidia GeForce utilisent un connecteur 9 broches sans la petite barre de métal qui permet de déterminer comment la fiche correspond à la prise ( à la place, 3 renfoncements dans la bague extérieure étaient utilisés.)
Voir ce lien (version 4-connecteur) comme celui-ci (version 6-connecteur) pour la brochage, et ici pour le brochage du port ATI Radeon VIVO.
- Connecteur 9 broches Apple

Le GeoPort d'Apple utilise un jack 9 broches compatible avec les fiches Hosiden 8 broches et 9 broches, et permettait d'être utilisé avec des dispositifs prévus pour le connecteur port série 8 broches Hosiden Macintosh, ou les protocoles Géoport supplémentaires.
La numérotation des broches d'Apple suit les affectations du Hosiden 8 broches, ceci permet la compatibilité avec des ports série Macinstosh antérieurs utilisant un connecteur 8 broches standard. La broche supplémentaire est numérotée 9 par Apple, et correspond à la broche 5 d'une fiche 9 broches Hosiden. Elle est utilisée pour une alimentation de 5 V 350 mA pour le périphérique. Les broches 5-8 de la prise GeoPort et de la fiche Hosiden-8 utilisée avec correspondent respectivement aux broches 6-9 de la fiche standard Hosiden-9.
- Ce connecteur est assez proche de la spécification de la connexion du haut-parleur Altec Lansing droit pour être remplacé par ce connecteur.

### 9 broches (b)
- Terminal Hypercom T7 Eftpos
- Nvidia GForce S-Video 9 broches vers YPbPr (YCbCr)
- Carte Graphique Sigma EM8300
- Cambridge Soundworks DTT2500 Digital
- Amlificateur Speed-link Medusa

### 10 broches
- Sega Saturn (voir le brochage)
- HANNspree moniteurs et télévisions

### 10 broches (b)
- ATI All-in-Wonder 9700 Pro (voir le brochage) (Sortie Vidéo)
- Matrox G450 eTV S-Video/Composite (voir le brochage)
- Amino AmiNET STB series
- Marklin 60652 Mobile Station
- Marklin 610479 câble adaptateur 10 broches vers 7

### Autres connecteurs non standardisés
- JVC Hosiden 8
- Allen-Bradley Micrologix PLC Hosiden 8
- Beyerdynamic connecteur microphone